# 克里斯多福·畢曉普
克里斯多福·麥可·畢曉普 FRS FRSE FREng（1959年4月7日—）是一名英國計算機科學家，也是微軟劍橋研究院實驗室主任、愛丁堡大學計算機科學榮譽教授及劍橋大學達爾文學院院士。畢曉普是英國人工智能委員會的成員，最近被任命為首相科技委員會的成員。

## 教育
畢曉普在牛津大學聖凱瑟琳學院獲得物理學學士學位，並在愛丁堡大學獲得理論物理學博士學位，其論文是在大衛·華萊士和彼得·希格斯的指導下研究量子場理論。

## 研究與職業生涯
畢曉普研究機器學習，讓計算機從數據和經驗中學習。

### 著作
畢曉普是兩本被高度引用和廣泛採用的機器學習教科書：《模式識別的神經網絡》（1995）和《模式識別與機器學習》 （页面存档备份，存于）（2006）的作者。

### 獲獎和榮譽
畢曉普在2009年被授予譚姆·戴利埃爾獎，在2011年被授予皇家工程院的魯克獎章。他在2008年發表英國皇家科學院聖誕講座（2008），在2010年發表圖靈講座。畢曉普於2004年獲選為皇家工程院院士，2007年獲選為愛丁堡皇家學會會員，2017年獲選為皇家學會院士。